# Бустер (пиротехника)
Бустер (англ. booster от boost — «повышать давление, напряжение») — небольшой промежуточный заряд взрывчатого вещества, используемый для передачи детонации от средства инициирования взрыва (капсюля-детонатора, электродетонатора) к основному заряду.

## Терминология
Слово является калькой с англоязычного термина и ранее в русском языке употреблялось относительно редко, в основном в научно-технической и переводной литературе, начиная с 1990-х годов употребляется чаще в связи с либерализацией и глобализацией рынка взрывчатых веществ. В качестве частичного синонима в русскоязычной технической литературе применялись выражения «промежуточный заряд», «промежуточный детонатор», «инициирующий заряд» и другие. Часто вместо отдельного термина употреблялись фразы, обозначавшие необходимость применения дополнительных средств инициирования взрыва с указанием их типа, состава, массы.

## Свойства, изготовление и применение
Обычно бустер имеет массу от десятков граммов до нескольких килограммов, чаще всего несколько сотен граммов.
Многие промышленные взрывчатые вещества, в особенности в неблагоприятных условиях (воздействие воды, низкие температуры, сложности заряжания) имеют недостаточную чувствительность к возбуждению взрыва штатными средствами инициирования. В результате возможны отказы при проведении массовых подрывов при горных работах, что создаёт значительные сложности и резко повышает опасность работ. Для повышения надёжности срабатывания зарядов применяют промежуточные заряды — бустеры.
Наиболее массовыми типами бустеров являются шашки или патроны, содержащие более чувствительные взрывчатые вещества, чем основной заряд. Шашки изготавливаются прессованием или литьём из тротила, смесей тротил-гексоген, пентолита.